# رالف شرر
رالف شرر (انگلیسی: Rolf Scherrer؛ زادهٔ ۲۴ مهٔ ۱۹۷۲) کشتی‌گیر اهل سوئیس است.